# Hanelinlampi
Hanelinlampi eller Ala-Kousa är en sjö i kommunen Kides i landskapet Norra Karelen i Finland. Sjön ligger 79,7 meter över havet. Den är 2,7 meter djup. Arean är 2,02 kvadratkilometer och strandlinjen är 6,83 kilometer lång. Sjön  ingår i Vuoksens huvudavrinningsområde.   Den ligger omkring 72 kilometer söder om Joensuu och omkring 330 kilometer nordöst om Helsingfors. 